# 圣乔瓦尼-苏埃尔朱
圣乔瓦尼-苏埃尔朱（義大利語：San Giovanni Suergiu）是意大利撒丁大区南撒丁省的一个市镇。总面积70.63平方公里，人口6044人，人口密度85.6人/平方公里（2009年）。ISTAT代码为107017。